# 俄罗斯联邦武装力量
俄罗斯联邦武装力量（羅馬化：Vooruzhyonnye Síly Rossíyskoy Federátsii），是俄罗斯军事力量最主要的部分，其前身主要是苏联武装力量在俄罗斯苏维埃联邦社会主义共和国的驻军。1992年5月7日，由俄罗斯总统叶利钦签署命令建立俄罗斯联邦国防部，并命令俄罗斯联邦政府接管俄罗斯境内的所有前苏联军队，俄罗斯联邦武装力量正式成立。俄罗斯联邦武装力量在中文语境中通常简称为「俄罗斯军队」或「俄军」。俄罗斯军队的最高指挥官為俄罗斯联邦总统，現任总统為弗拉基米尔·普京 。
根据俄罗斯政府的定义，国家近卫军、边防军等不属于国防部管辖的准军事组织并不属于“武装力量”，而是定义为“其他类型军队”。目前俄罗斯联邦武装力量有115.06万人。俄罗斯联邦武装力量与国家近卫军、边防军、铁道军、联邦通信和情报信息部队等组成了俄罗斯军事力量，俄罗斯军事力量的总人数为203.98万人。此外俄羅斯還有至少200万预备役人员。

## 组织体系

俄羅斯聯邦武裝部隊最高統帥徽章

俄罗斯武装力量的总司令为俄罗斯总统，俄罗斯联邦国防部负责俄罗斯军队的日常行政管理运作，它下辖总参谋部、媒体与信息局、装甲局、火箭炮兵局等机构，总参谋部负责军事训练。在苏联时代，总参谋长曾是苏军事实上的和主要的指挥官，但是现在的总参谋长的角色已經減弱为国防部内分管军事训练的主官，国防部长则获得对部队更大的指挥权限。
俄罗斯联邦国防部直属的部队如下：
- 3个军种：俄罗斯陆军、俄罗斯空天军和俄罗斯海军。
- 2个“独立兵种”：空降军和战略火箭军。
- 俄军后勤部：负责医疗、消防、后勤、科研等服务以及维护铁路和管道等设施。与其他军种的后勤单位独立运作。

另外，联邦安全局控制的边防军，俄罗斯联邦安全会议控制的国家近卫军及其前身俄罗斯内卫部队虽然不属于俄军，但也会参与武装冲突。

### 指挥架构
1992年到2010年间，俄罗斯陆军共分为6个军区，即莫斯科军区、列宁格勒军区、北高加索军区、普里沃尔日斯克-乌拉尔军区、西伯利亚军区和远东军区。海军单位以相同方式编为4个舰队及1个分舰队。2010年，根据2008年军事改革的要求，原有的6个军区被整合为4个军区（东部、中部、西部、南部），空军及海军部队也受其管辖。另外在亚美尼亚还驻扎有第102军事基地。该基地改编自原来的外高加索集群，似乎受南方军区管理。
2010年时，俄军在军区基础上成立4个联合战略指挥部，负责指挥作战。 2014年，北方舰队独立为北方联合战略指挥部。按地域划分，这5个指挥部分别为：
- 西方联合战略指挥部 - 西部军区 （指挥部位于圣彼得堡），包括波罗的海舰队。
- 北方联合战略指挥部 - 北方舰队 （指挥部位于北莫尔斯克）
- 南方联合战略指挥部 - 南部军区 （指挥部位于顿河畔罗斯托夫），包括黑海舰队和里海分舰队。
- 中央联合战略指挥部 - 中央军区 （指挥部位于叶卡捷琳堡）
- 东方联合战略指挥部 - 东部军区 （指挥部位于哈巴罗夫斯克），包括太平洋舰队。

2021年，根据俄联邦总统令，自2021年1月始，俄罗斯北方舰队脱离西部军区，成为独立军事行政单位。北方舰队此前与俄海军其他舰队同为战略战役军团。升级后，北方舰队将享有跨军种和战略地区指挥的权限。

## 军事实力
俄罗斯武装力量划分为5大军种：陆军、海军、空天军、战略火箭军、空降军。在各军种下，有许多独立兵种，如隶属于海军的海军步兵和海军航空兵等。

### 陆军

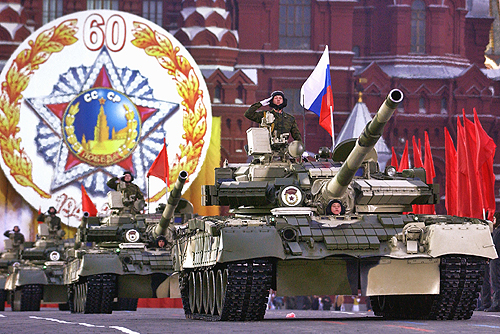
2005年红场阅兵上的T-80主戰坦克.

经过2008年俄罗斯军事改革，俄罗斯陆军由过去的“军区—集团军—师—团”指挥模式改为“军区—集团军—旅—营”的指挥模式。目前俄罗斯陆军主要编为10个集团军，另外还有若干直接由军区指挥的旅。
| 军区名称及所辖集团军     | 指挥部所在地         |
| ------------------------ | -------------------- |
| 西部军区                 | 圣彼得堡             |
| ∟第6集团军               | 阿卡拉多瓦           |
| ∟第20近卫集团军          | 沃罗涅日             |
| 南部军区                 | 顿河畔罗斯托夫       |
| ∟第49集团军              | 斯塔夫罗波尔         |
| ∟第58集团军              | 弗拉季高加索         |
| 中央军区                 | 叶卡捷琳堡           |
| ∟第2近衛塔曼摩托化步兵師 | 萨马拉               |
| ∟第41集团军              | 新西伯利亚           |
| 东部军区                 | 哈巴罗夫斯克（伯力） |
| ∟第5集团军               | 乌苏里斯克（双城子） |
| ∟第29集团军              | 赤塔                 |
| ∟第35集团军              | 别洛戈尔斯克         |
| ∟第36集团军              | 乌兰乌德             |

### 海军
俄罗斯海军划分为四大舰队和一支区舰队；
- 北方舰队：司令部位於北莫尔斯克。
- 太平洋舰队：司令部位於符拉迪沃斯托克。

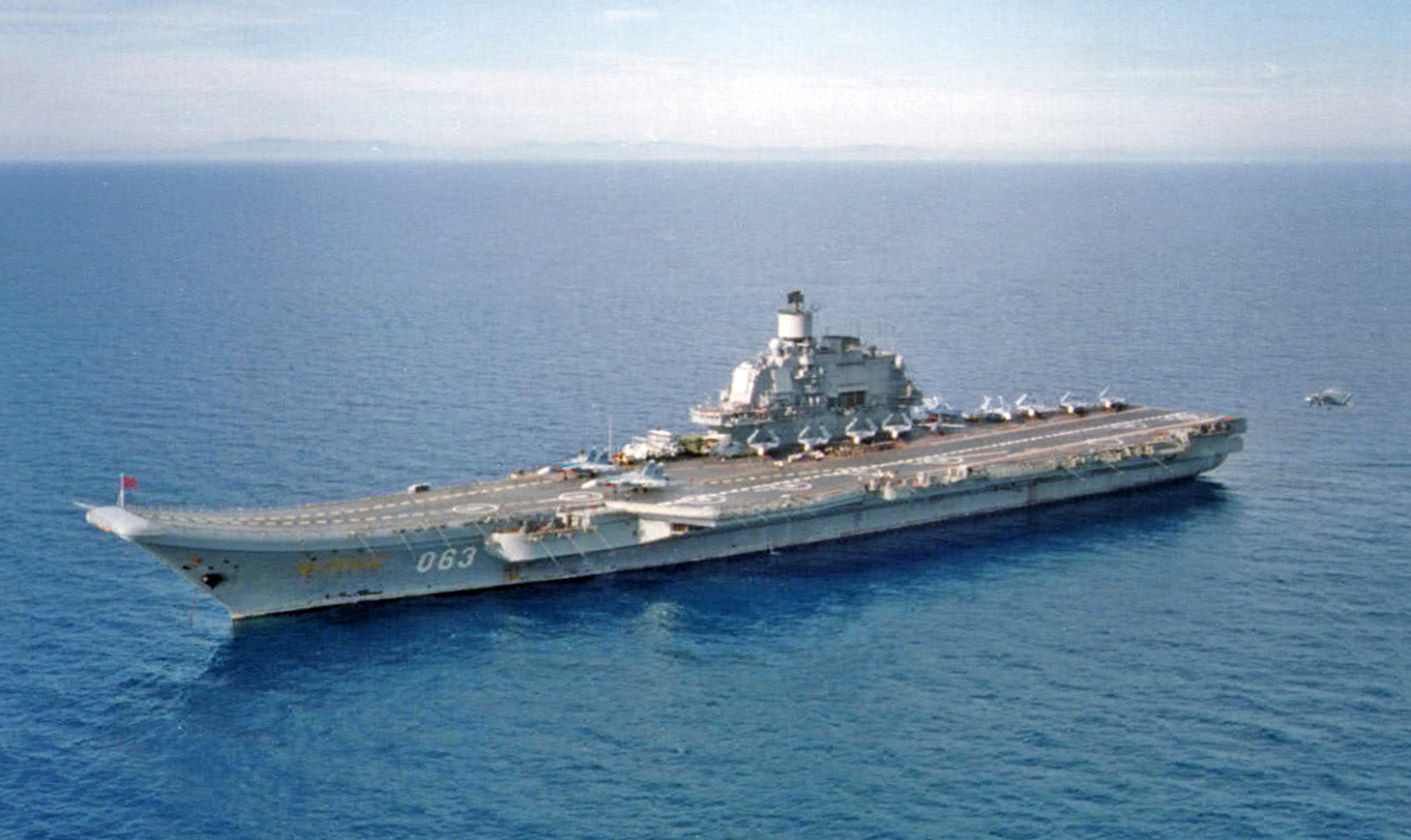
庫茲涅佐夫號航空母艦

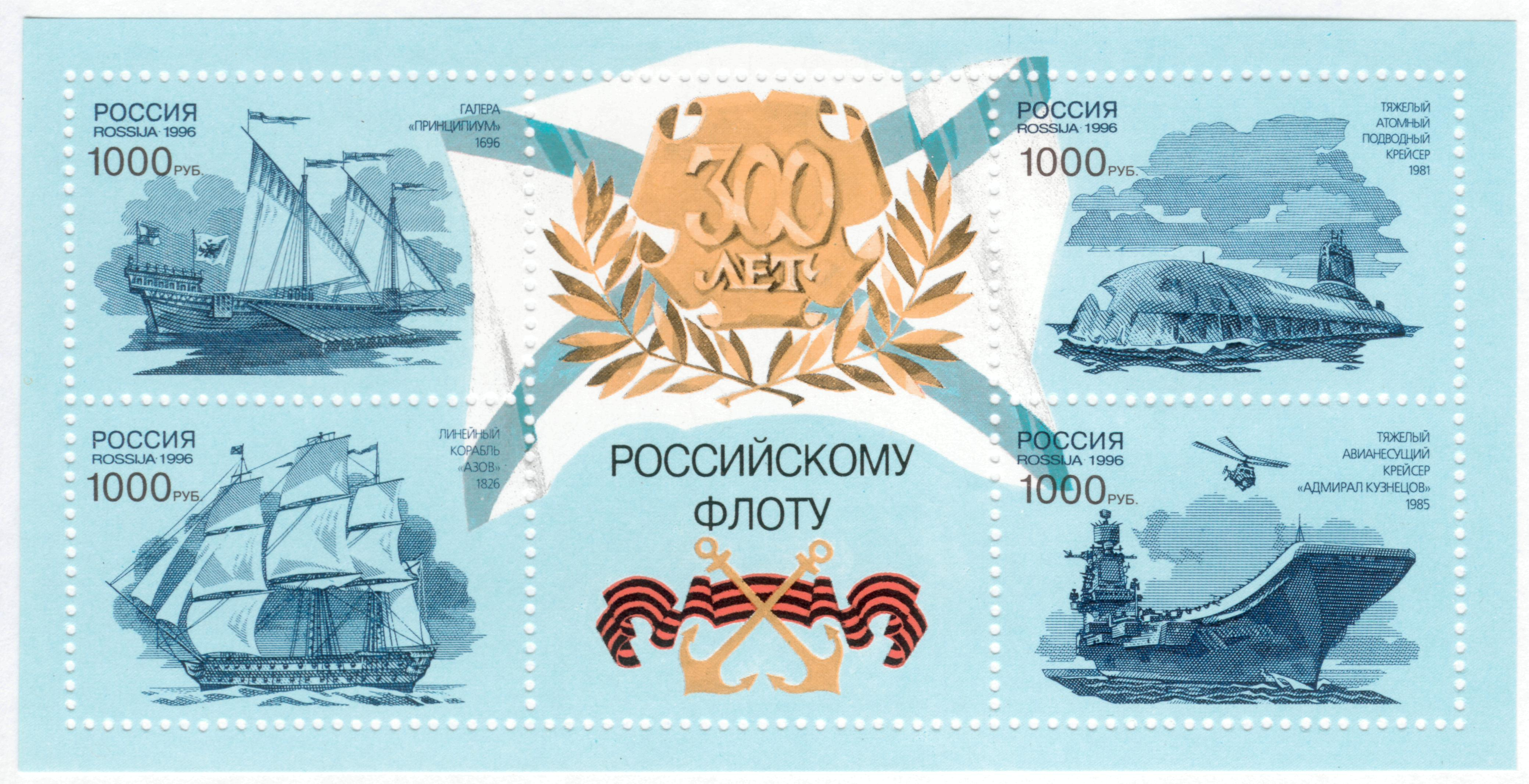
俄羅斯海軍成立300周年紀念郵票

- 黑海舰队：司令部位於塞瓦斯托波尔。
- 波罗的海舰队：司令部位於他国领土包围下的飞地加里宁格勒州的波罗的斯克。
- 俄罗斯里海区舰队[註 9]：司令部位於阿斯特拉罕。

另外，俄罗斯海军之下亦辖有俄罗斯海军步兵，相当于各国的海军陆战队。

### 空天军
俄罗斯空天军目前主要由航空部队、航天部队、导弹防御部队三部分组成。
俄罗斯空天军的航空部队指挥体制为“战役司令部-空军基地（旅）-大队（团）”。俄罗斯空天军的航空部队目前有7个战役司令部，其中第1空防司令部归西部军区指挥，第2空防司令部归中央军区指挥，第3空防司令部归东部军区指挥，第4空防司令部归南部军区指挥。俄罗斯空天军的航天部队负责宇宙飞船、人造卫星等航天方面的事务。俄罗斯空天军的导弹防御部队负责导弹防御工作。

### 空降军
目前俄罗斯空降军的人数为3.5万人。

### 战略火箭军
目前俄罗斯战略火箭军大约配备有800枚各式导弹和3,000多枚核弹头，拥有俄罗斯60%以上的核武器。

### 核力量

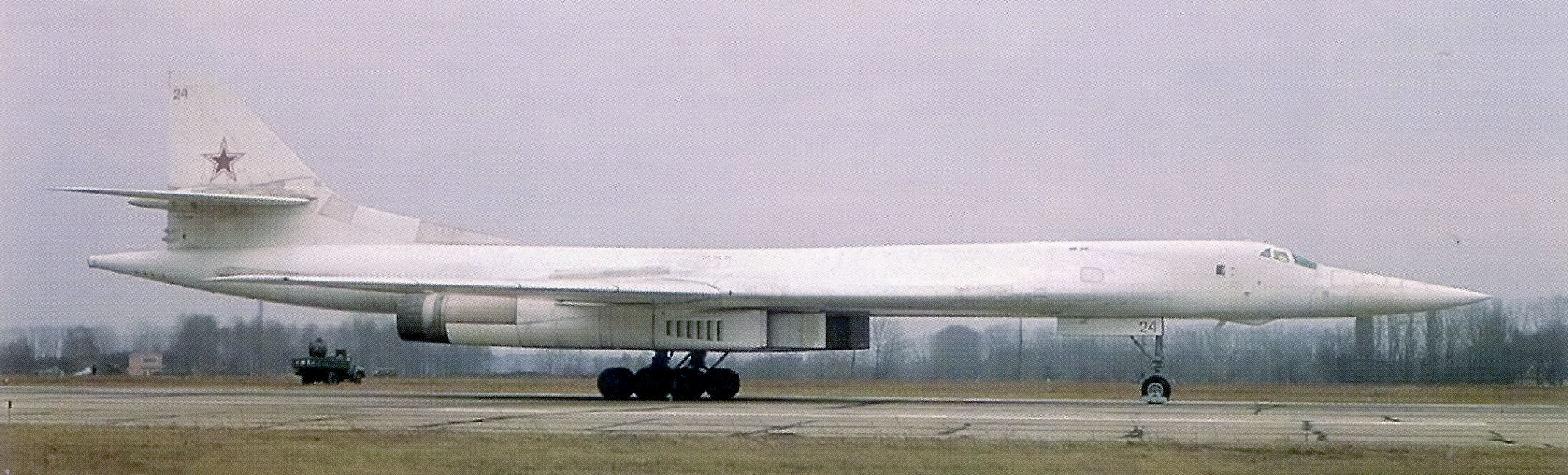
图-160核武轟炸機

俄罗斯拥有世界上最庞大的核武库。俄罗斯的陆基核弹头隶属战略火箭军，潜射弹道导弹则隶属海军，以及空军负责以战略轰炸机空投核弹。 俄罗斯的核弹以下列四种方式部署：
1. 陆基发射井，如R-36洲际弹道导弹。
2. 陆基重型卡车，如RS-24洲际弹道导弹。
3. 海基战略核潜艇，如R-30潜射弹道导弹。
4. 空基战略轰炸机，如图-160战略轰炸机。

俄罗斯军事理论认为战略核力量是最有效的手段对应大国或者军事组织的大规模进攻（如北约或美利堅合眾國、中华人民共和国）。因此，从20世纪90年代后期开始，俄罗斯的核力量获得了足够的军费保证。俄罗斯拥有约5,977枚核弹头，是世界上最大的核武库。目前俄罗斯处于战略值勤状态下的核弹头正在持续削减。 但是在削减的基础上，俄罗斯部署了新式的弹道导弹，比如白杨-M洲际弹道导弹， 这个型号的导弹可能会突破世界上现有的反弹道导弹防御系统。此型导弹可从白杨-M运载工具上机动发射或从潜艇上发射，俄罗斯政府认为俄罗斯核力量可於遭受核攻击後进行有效的反击。
国际上普遍担心前苏联或者俄罗斯核技术有可能因为管理不善等种种原因落入恐怖分子或激进军官手中，用以威胁其他国家。美国国防部和其他西方国家曾於1990年代初期向俄罗斯提供提供经济和技术，帮助俄罗斯维护和管理核技术。不少对俄罗斯友好的国家也提供了大量资金，去保持俄罗斯的军事和安全情报系统的工作能力，以便能监控国际市场上的俄罗斯军火交易。这些资金还用于有效的退役和销毁一些核弹头，及训练俄罗斯的核技术人员和核安全人员。

## 人員配置

俄羅斯儀仗隊接待美國海軍上將迈克尔·马伦時軍隊列陣

截至到2005年，有33万年轻人通过每年两次的征兵方式进入俄军服役。根据现在的俄罗斯的法律，90％的俄罗斯年轻人并不需要服兵役。在俄军内部，从苏联时期就延续下来的老兵对新兵的欺凌现象十分严重。2007年3月，俄罗斯颁布法令，将服役期限从24个月减少到18个月， 以暂时应对这一严重的欺凌现象。从2008年1月1日起，俄军的服役期会进一步减少到1年。
截至2005年，只有30％的俄军人员属于契約制志愿兵。 俄军计划在2007年前将俄军的人员组成结构调整为70％的契約制志愿兵和30％的征召式义务兵。到2006年11月，俄军共拥有约60支部队拥有78,000名契約制志愿兵。 到2007年，俄罗斯国防部指定88支部队为常备部队，并且计划将其全部志愿兵化 。这些部队包括大部分的空军，海军，核部队，全部的空降军部队，海军步兵部队，大部分的摩托化步兵旅以及全部的特种部队。2009年，海军所有的舰艇和潜艇部队也将全面实施志愿兵制。 俄军中女兵数量比男兵少得多，但是仍然有超过92,000名女性在俄军中服役（2007）。未来的俄军将是一支以契約制志愿兵为主、征召式义务兵为辅的军队。俄军保留有庞大的预备役人员以便在常备军无法应付升级的冲突时进行紧急动员。
俄军的军衔也可以授予非俄罗斯公民，如独联体国家的公民。非俄罗斯公民不能在俄国的一些精锐部队或者一些特殊部门服役，但是却有不少非俄罗斯公民通过在俄军其他部队服役获得俄罗斯公民权的例子。特别的是，俄军中仍然以前苏联时代的「同志」来称呼其战友以及上下级。
2022年8月25日，俄罗斯总统普京签署法令，宣佈将俄罗斯武装力量的人员数量增加至115万人。
2023年12月，俄罗斯国防部表示俄军中有超过64万合同兵。
2024年9月16日，俄羅斯總統普京宣布該國增兵18萬人，使俄國現役軍人總數達到150萬人。

## 军费與军购

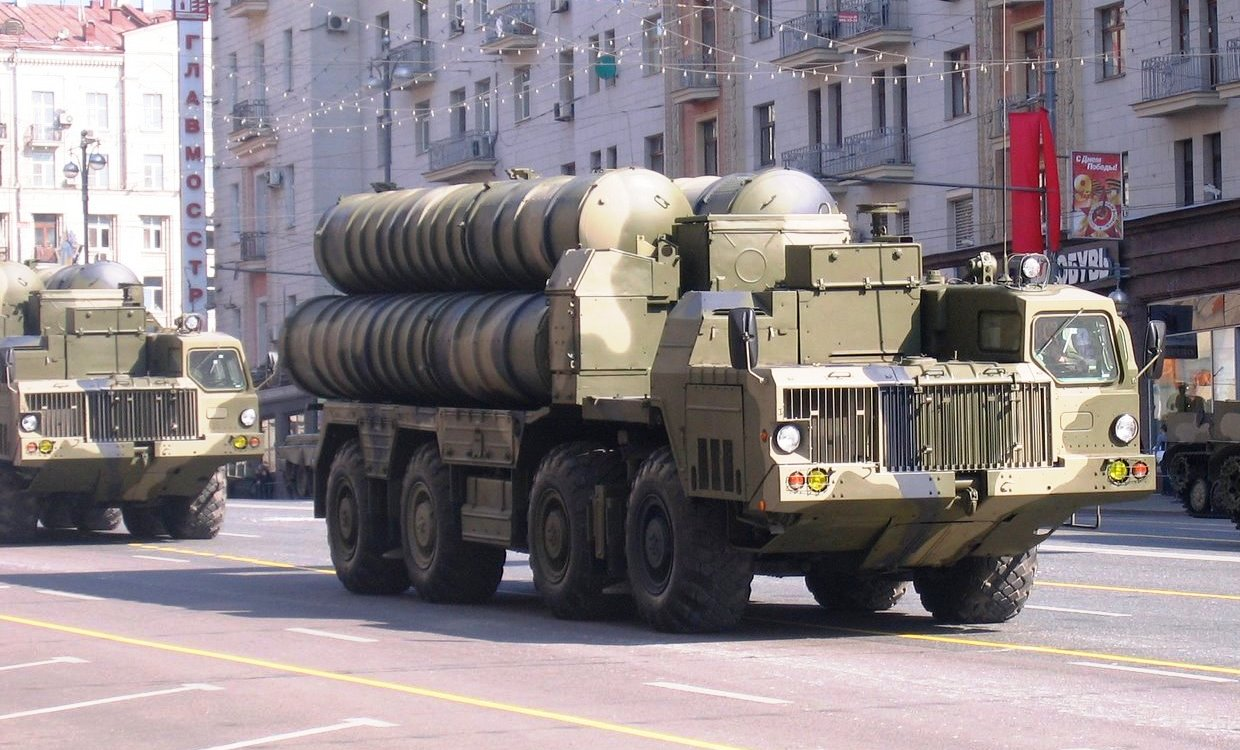
S-300飛彈出口型

俄军军费正以30%的比例逐个财政年度的上升，现在的俄军军费已经是过去6年的几乎四倍。据俄罗斯财政部长阿列克谢·库德林声称，这一军费比例将维持到至少2010年。俄罗斯政府2007年的军费开支达约$324亿美金，但是不少其他信息来源认为俄罗斯实际上的军事开支远不止俄罗斯官方公布的数字。有些消息指出，俄罗斯的军费开支恐怕是高居世界第二位，仅次于美国 。俄罗斯拥有前苏联70％的军工企业。 由于财政拨款的缺乏，俄罗斯军队本身订单的减少以及难以向民用品生产转化，大量的俄罗斯军工企业濒于破产，难以为继。不少军工企业也开始私有化，也有不少军工企业将其市场转向国外市场，導致20世紀末與21世紀初大批俄軍裝備出現在戰場上。得益於石油和天然气出口，俄罗斯的经济明显在复苏，加上国内市场购买力的逐渐增强，俄军的现代化正在逐渐展开。俄罗斯政府计划在2006－2015年间花费2,000亿美元，用于设计，制造和装备新的武器和其他军事装备，俄罗斯是世界上最大的武器供应国。有消息认为俄罗斯的武器销售份额占了全球军售的至少30％。

## 弊病與挑战

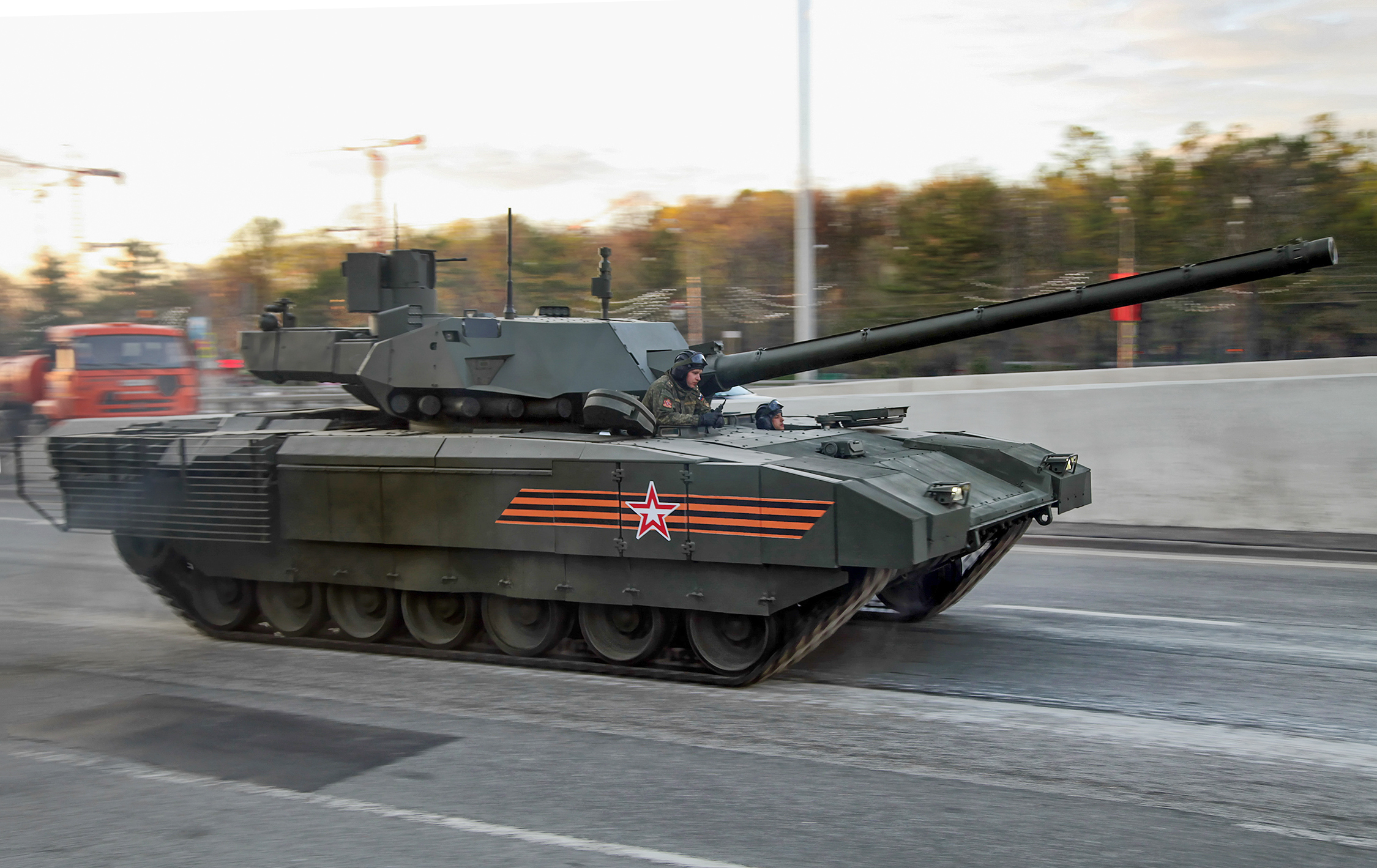
阿瑪塔重型履帶通用平台的T-14戰車

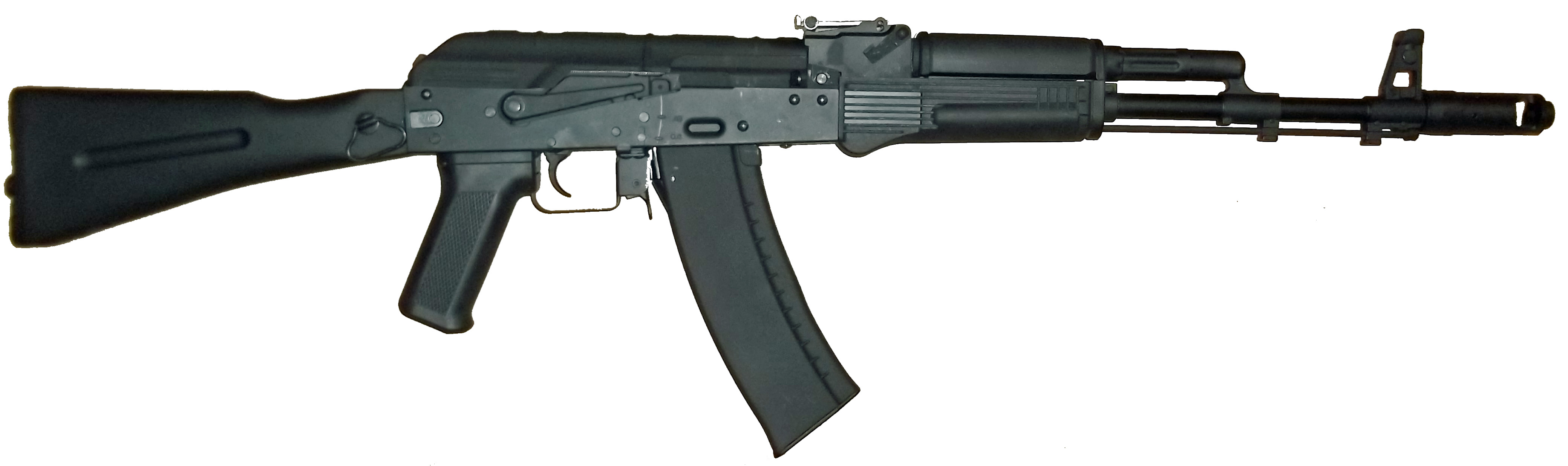
俄军用的AK-74M突击步枪

苏联解体後，俄罗斯着力于在原驻俄前苏军的基础上建造一支精简高效的俄罗斯联邦武装力量。1993年发表的一种新的俄罗斯军事理论，认为有必要将前苏联时期力争的全球军事影响力缩小为对俄罗斯周边地区的区域性军事影响力。在应对高强度的区域性冲突的背景下，这一理论认为俄军应该更小型化，轻型化，高度机动化，更专业化以及更快速高效的部署能力。2005年，俄军用于军事采购的预算首次超过了对外销售武器的收入，达到65亿美元。2006年，俄军军费达到了90亿美元。

### 普京领导下的俄罗斯军队
当弗拉基米尔·普京在2000年成为总统时，俄罗斯军队的状况基本上还停留在苏联解体时的状态。不少武器装备已经比较老旧，不过仍然还是相对可靠的，比如AK-74突击步枪以及SVD狙击步枪，因此，这些武器近期内恐怕不会大规模的更新。在第一次车臣战争期间，俄军没有足够军费采购先进的军事装备，如卡莫夫Ka-50「黑鲨」攻击直升机。因为空军油料短缺，导致伞兵也得不到足够的伞降训练。普京总统对此有所认识，他认为俄军已经成为「笨重且低效率的军事机器」。因此，军费以及其他安全防务费用在普京政府时期大幅度上升，甚至达到了政府财政预算的三分之一。在普京执政之初，曾有计划裁军30%。普京也有打算理顺和减少军事指挥层级的施政计划。腐败在俄罗斯军队中也是一个比较严重的问题，在烏克蘭戰爭期間，部分裝備丟失，或是以次充好甚至使用假貨替代，還被發現已經過期長達七年的軍糧，且在烏克蘭戰爭中傷亡慘重，短期難以重建。

## 俄烏衝突中俄軍戰鬥序列

### 中央軍區«ЦВО»
- 第二近衛合成集團軍
  - 第91總部旅
  - 第27摩步師
    - 第433摩步團
    - 第506摩步團
    - 第533摩步團

  - 第30摩步旅
  - 第385近衛砲兵旅
- 第二十五合成集團軍
  - 第67摩步師
    - 第19坦克團
    - 第31摩步團
    - 第36摩步團
    - 第37摩步團

  - 第164摩步旅
  - 第11坦克旅
  - 第73砲兵旅
- 第四十一合成集團軍
  - 第35總部旅
  - 第90近衛坦克師
    - 第6近衛坦克團
    - 第239近衛坦克團
    - 第80近衛坦克團
    - 第228摩步團
    - 第400自行火砲團

  - 第35近衛摩步旅
  - 第74近衛摩步旅
  - 第55山地摩步旅
  - 第61防空旅

中央軍區直屬部隊：
- 第31近衛空突旅
- 第202摩步團
- 第28工兵旅
- 第1三防旅

### 東部軍區«ВВО»
- 第五合成集團軍
  - 第80總部旅
  - 第127摩步師
    - 第114摩步團
    - 第143摩步團
    - 第392摩步團
    - 第394摩步團
    - 第433摩步團
    - 第218坦克團
    - 第872自行火砲團

  - 第57摩步旅
  - 第60摩步旅
  - 第305砲兵旅
  - 第8防空旅
- 第二十九合成集團軍
  - 第101總部旅
  - 第36近衛摩步旅
- 第三十五合成集團軍
  - 第54總部旅
  - 第38近衛摩步旅
  - 第64近衛摩步旅
  - 第165砲兵旅
  - 第69掩護旅
- 第三十六合成集團軍
  - 第75總部旅
  - 第5近衛坦克旅
  - 第37近衛摩步旅
  - 第30砲兵旅
  - 第103火箭炮兵旅
  - 第26三防團
  - 第1723防空團

東部軍區直屬部隊：
- 第11近衛空突旅
- 第83近衛空突旅
- 第40海軍步兵旅
- 第155近衛海軍步兵旅
- 第68軍
  - 第18機槍砲兵師
    - 第46機槍砲兵團
    - 第49機槍砲兵團

  - 第39近衛摩步旅
  - 第338近衛火箭炮兵旅
- 第1428摩托化國土防衛團

### 西部軍區«ЗВО»
- 第一近衛坦克集團軍
  - 第60總部旅
  - 第2近衛摩步師
    - 第1近衛坦克團
    - 第1近衛摩步團
    - 第15近衛摩步團
    - 第147近衛自行火砲團
    - 第1432摩步團

  - 第4近衛坦克師
    - 第12近衛坦克團
    - 第13近衛坦克團
    - 第423近衛摩步團

  - 第47近衛坦克師
    - 第26坦克團
    - 第153坦克團
    - 第245近衛摩步團

  - 第27近衛摩步旅
  - 第96偵搜旅
  - 第288砲兵旅
  - 第112近衛火箭砲兵旅
  - 第202防空旅
  - 第49防空旅
  - 第69後勤旅
  - 第6工兵團
- 第二十近衛合成集團軍
  - 第9近衛總部旅
  - 第3紅旗摩步師
    - 第237坦克團
    - 第252近衛摩步團
    - 第752近衛摩步團
    - 第362摩步團
    - 第99自行火砲團

  - 第144近衛摩步師
    - 第59近衛坦克團
    - 第254近衛摩步團
    - 第488近衛摩步團
    - 第283摩步團
    - 第856近衛自行火砲團

  - 第236近衛砲兵旅
  - 第448火箭砲兵旅
  - 第232火箭砲兵旅
  - 第53防空旅
- 第六合成集團軍
  - 第95總部旅
  - 第25近衛摩步旅
  - 第138近衛摩步旅
  - 第9近衛砲兵旅
  - 第5防空旅
  - 第26火箭砲兵旅
  - 第132通訊旅
  - 第1486摩步團

西部軍區直屬部隊：
- 第45近衛特種旅
- 第76近衛空突師
  - 第104近衛空突團
  - 第234近衛空突團
  - 第237近衛空突團
  - 第1140近衛砲兵團
  - 第4近衛防空團
- 第98近衛空降師
  - 第217近衛空降團
  - 第331近衛空降團
  - 第1065近衛砲兵團
  - 第5近衛防空團
- 第104近衛空降師
  - 第328近衛空降團
  - 第337近衛空降團
- 第106近衛空降師
  - 第51近衛空降團
  - 第137近衛空降團
  - 第119空降團
  - 第1182近衛砲兵團
  - 第1近衛防空團
- 第3軍
  - 第6摩步師
    - 第54摩步團
    - 第57摩步團
    - 第10坦克團
    - 第27砲兵團
    - 第52防空團

  - 第72摩步旅
  - 第17砲兵旅
- 第11軍
  - 第18近衛摩步師
    - 第79摩步團
    - 第275摩步團
    - 第280摩步團
    - 第11坦克團
    - 第22防空團

  - 第7摩步團
  - 第9摩步團
  - 第152近衛火箭砲兵旅
  - 第244砲兵旅
- 第14軍
  - 第61紅旗海軍步兵旅
  - 第336近衛海軍步兵旅
  - 第80摩步旅
  - 第200摩步旅
  - 第382火箭砲兵營
- 第45火箭砲兵旅

西部軍區下屬空天部隊：
- 第六列寧紅旗航空暨防空集團軍
  - 第332直升機團(Mи-8/Mи-24)
  - 第105近衛合成航空師
    - 第14近衛航空團(Cy-30)
    - 第159近衛航空團(Су-35)
    - 第47航空團(Су-34)
    - 第790航空團(Су-35)
- 第十一紅旗航空暨防空集團軍
  - 第112直升機團(Mи-8/Mи-24)
  - 第319直升機團(Mи-24)
  - 第303合成航空師
    - 第18近衛空擊團(Су-25)
    - 第23近衛航空團(Су-35)

### 南方軍區«ЮВО»
- 第八近衛合成集團軍
  - 第20近衛摩步師
    - 第33摩步團
    - 第255摩步團
    - 第944自行火砲團
    - 第358防空團

  - 第150摩步師
    - 第102摩步團
    - 第103摩步團
    - 第163近衛坦克團
    - 第68坦克團
    - 第381自行火砲團
    - 第933防空團

  - 第238砲兵旅
  - 第47火箭炮兵旅
  - 第78防空旅
  - 頓涅茨克第1軍
    - 第1近衛摩步旅
      - 第1453摩步團
      - 第1439摩步團

    - 第9近衛摩步旅
    - 第110近衛摩步旅
    - 第114近衛摩步旅
    - 第132近衛摩步旅
    - 第5摩步旅
    - 第14近衛砲兵旅
    - 頓涅茨克第1軍直屬部隊：
      - 共和國近衛軍
      - 斯巴達營
      - 索馬里營
      - 第95摩步團
      - 第103摩步團
      - 第105摩步團
      - 第107摩步團
      - 第109摩步團
      - 第113摩步團
      - 第115摩步團
      - 第125摩步團
      - 第127摩步團
      - 第1454自行火砲團
      - 第23防空營

  - 盧甘茨克第2近衛軍
    - 第123近衛摩步旅
    - 第4摩步旅
    - 第15摩步旅
    - 第85摩步旅
    - 第88摩步旅
    - 第127摩步旅
    - 第10砲兵旅
    - 哥薩克突擊軍
      - 第6哥薩克摩步旅
      - 「頓河」哥薩克旅
      - 「西伯利亞」哥薩克旅
      - 「伏爾加」哥薩克旅
      - 「捷列克」哥薩克旅

    - 盧甘茨克第2軍直屬部隊：
      - 幽靈旅
      - 第208哥薩克摩步旅
      - 第254摩步旅
- 第四十九合成集團軍
  - 第34山地摩步旅
  - 第205摩步旅
  - 第227砲兵旅
  - 第1近衛火箭砲兵旅
  - 第439火箭砲兵旅
  - 第90防空旅
  - 第32工兵團
- 第五十八近衛合成集團軍
  - 第49空突旅
  - 第19紅旗摩步師
    - 第503近衛摩步團
    - 第429摩步團
    - 第292自行火砲團

  - 第42近衛摩步師
    - 第70摩步團
    - 第71摩步團
    - 第291摩步團
    - 第78車臣摩步團
    - 第50近衛自行火砲團

  - 第136近衛摩步旅
  - 第100偵搜旅
  - 第291砲兵旅
  - 第12火箭炮兵旅
  - 第67防空旅
  - 第1429摩步團
- 第十八合成集團軍(黑海艦隊)
  - 第22軍
    - 第810海軍步兵旅
    - 第177海軍步兵團
    - 第126海岸防衛旅
    - 第127偵搜旅
    - 第388兩棲偵搜大隊
    - 第291砲兵旅
    - 第8近衛砲兵團
    - 第11海岸火箭炮兵旅
    - 第15海岸火箭炮兵旅
    - 第854海岸火箭砲兵團
    - 第103後勤旅

  - 第40軍
    - 第47摩步師
    - 第144摩步旅

  - 第70摩步師
    - 第24摩步團
    - 第28摩步團

  - 第74砲兵旅

南方軍區直屬部隊：
- 第7近衛山地空降師
  - 第56近衛空降團
  - 第108近衛空降團
  - 第247近衛空降團
  - 第1141砲兵團
  - 第1537防空團
  - 第3近衛防空團
- 第2近衛海軍航空師(黑海艦隊)
  - 第43海軍空擊團(Су-24/Су-30)
- 第52砲兵旅
- 第12近衛工兵旅
- 第29鐵路旅

南方軍區下屬空天部隊：
- 第四近衛航空暨防空集團軍
  - 第55直升機團(Mи-8/Mи-24)
  - 第1近衛航空師
    - 第3近衛航空團(Су-27/Су-57)
    - 第31近衛航空團(Су-30)
    - 第559轟炸機團(Су-34)

  - 第4航空師
    - 第960空擊團(Су-25)

  - 第27航空師
    - 第37合成航空團(Су-24/Су-25)
    - 第38航空團(Су-27)
    - 第39近衛直升機團(Mи-8/Mи-28/Ми-35/Ка-52)

  - 第20空中防衛團

### 俄羅斯特種部隊
- 第2近衛特種旅
- 第3近衛特種旅
- 第14近衛特種旅
- 第16近衛特種旅
- 第24近衛特種旅
- 第10特種旅
- 第346特種旅

### 引用
1. ↑  .   [2021-12-17]. （原始内容存档于2022-03-13）.
2. ↑  . yahoo!股市. 2023-09-23  [2024-06-16]. （原始内容存档于2024-06-16）.
3. ↑  . yahoo!股市. 2023-09-23  [2024-06-16]. （原始内容存档于2024-06-16）.
4. ↑  Greg Austin & Alexey Muraviev, The Armed Forces of Russia in Asia, Tauris, 2000, p.130
5. ↑  .   [2016-11-25]. （原始内容存档于2016-11-25）.
6. 1 2
7. ↑  Nichol, Jim. . The Associated Press. 21 December 2022  [21 December 2022]. （原始内容存档于21 December 2022）. Russia expands active personnel to 1.5 million from 1.15 forces
8. ↑  New military command structure and outsourcing initiatives （页面存档备份，存于）, THE ISCIP ANALYST (Russian Federation) An Analytical Review, Volume XVI, Number 13,
9. ↑   [2020年6月5日第 374 号俄罗斯联邦总统令]. Президент России. 2020-06-05  [2023-01-30]. （原始内容存档于2023-01-30） （俄语）.
10. ↑  . 光明网 (中国). 俄罗斯卫星通讯社. 2021-01-02  [2023-01-30]. （原始内容存档于2023-01-30） （中文（简体））.
11. ↑  .   [2013-02-28]. （原始内容存档于2012-09-17）.
12. ↑  .   [2013-02-28]. （原始内容存档于2013-05-21）.
13. ↑  Status of Nuclear Powers and Their Nuclear Capabilities （页面存档备份，存于）. Federation of American Scientists
14. ↑  .   [2007-12-01]. （原始内容存档于2006-09-28）.
15. ↑  .   [2020-09-29]. （原始内容存档于2011-02-20）.
16. ↑  Recruitment. The Russian Ministry of Defence
17. 1 2  History of Russian Armed Forces started with biggest military redeployment ever （页面存档备份，存于）. Pravda Online.CSRC的Keir Giles對此課題之報告，〈這些士兵去哪了：俄羅斯的軍事計畫v.s.人口現實〉，可見於.   [2016-11-25]. （原始内容存档于2008-03-04）.。該報告探索某些此轉變之挑戰
18. 1 2 3 4 5 6 7 8  The World Fact BookRussia （页面存档备份，存于） CIA
19. ↑  Recruitment 俄國國防部
20. ↑  "Azeris attracted to serve in Russian army." BBC Worldwide Monitoring. (Originally in the Azerbaijani paper Echo.) March 14, 2005. (Via Lexis-Nexis, July 27, 2005).
21. ↑  .   [2022-09-11]. （原始内容存档于2022-08-31）.
22. ↑  . sputniknews.cn. 2023-12-28  [2023-12-28]. （原始内容存档于2023-12-29） （中文）.
23. ↑  . Yahoo News. 2024-09-17  [2024-09-17]. （原始内容存档于2024-12-19） （中文）.
24. ↑  FBIS: Informatsionno-Analiticheskoye Agentstvo Marketing i Konsalting, 14 March 2006, “Russia: Assessment, Adm Baltin Interview, Opinion Poll on State of Armed Forces”.
25. ↑  International Institute for Strategic Studies, The Military Balance, previous editions
26. ↑  .   [2007-12-01]. （原始内容存档于2010-07-06）.
27. ↑  Keir Giles, Military Service in Russia: No New Model Army, CSRC, May 2007
28. ↑  CHAPTER 2 - INVESTING IN RUSSIAN DEFENSE CONVERSION: OBSTACLES AND OPPORTUNITIES （页面存档备份，存于） Federation of American Scientists, fas.org
29. ↑  Big rise in Russian military spending raises fears of new challenge to west （页面存档备份，存于）. Guardian Unlimited
30. ↑  US drives world military spending to record high （页面存档备份，存于）. ABC News
31. ↑  Kniazkov, Maxim, "Russia, France overtake U.S. as top arms sellers" （页面存档备份，存于） National Post
32. ↑  Goldman, Minton F. Global Studies: Russia, The Eurasian Republics, and Central/Eastern Europe, 10th Edition. McGraw-Hill/Dushkin, 2005, p. 47
33. ↑  .   [2023-02-11]. （原始内容存档于2023-02-11）.
34. ↑  .   [2023-02-11]. （原始内容存档于2023-02-12）.

## 外部連結
- Russian Army（页面存档备份，存于）
- Russia's Military home page（页面存档备份，存于） 俄羅斯軍方官方網站
- Russia's Military Analysis（页面存档备份，存于） 一鉅細靡遺的線上現代俄羅斯武器及軍事科技資料庫。該網站亦有討論區、影片及其他。
- Russia Military Guide（页面存档备份，存于） 包含基地衛星照。
- - British Conflict Studies Research Centre papers on Russian armed forces
- kamouflage.net（页面存档备份，存于） 俄羅斯聯邦軍所使用的迷彩制服